# Leibnitz (stad)
Leibnitz is een stad in Oostenrijk in het bondsland Stiermarken en telde in 2017 12176 inwoners.
De stad is gelegen in het district Leibnitz, dat ongeveer 80.000 inwoners heeft. Sinds 1869 heeft de stad zich qua inwonertal verdrievoudigd, terwijl de bevolking in het district Leibnitz in dezelfde periode met 50% toenam. Een groot aantal werknemers pendelt naar Graz.
Het ontstaan van de republiek Oostenrijk en het Koninkrijk Joegoslavië en de vaststelling van de nieuwe grens had tot gevolg dat een Sloveense bevolkingsgroep in het district Leibnitz nu onder Oostenrijks gezag kwam. Pas na de Tweede Wereldoorlog werd in het Oostenrijkse Staatsverdrag (artikel 7) de verplichting opgelegd om bepaalde minderhedenrechten te waarborgen. Deze wordt in de deelstaat Stiermarken echter niet uitgevoerd.
In Leibnitz en omgeving zijn meerdere bezienswaardigheden te zien, onder meer de Romeinse nederzetting Flavia Solva. Nabij Leibnitz ligt het kasteel Seggau, dat in de 12e eeuw door de aartsbisschop van Salzburg Koenraad I werd begonnen. Het kwam in de 16e eeuw aan het nieuw gestichte bisdom Seckau, voorganger van het huidige bisdom Graz-Seckau.
De stad onderhoudt een stedenband met Pedra Badejo in Kaapverdië.
De tennisspeler Thomas Muster werd in Leibnitz geboren.